# Caribbean Journal of Science
Caribbean Journal of Science — рецензируемый научный журнал с открытым доступом, выходящий раз в три года, в котором публикуются статьи, исследовательские заметки и обзоры книг, связанные с наукой в Карибском бассейне, с акцентом на ботанику, зоологию, экологию, природоохранную биологию, геологию, археологию и палеонтологию. Журнал был основан в 1961 году при спонсорской поддержке Колледжа искусств и наук Университета Пуэрто-Рико в Маягуэсе.

## Индексирование
Журнал реферируется и индексируется в Biological Abstracts, BIOSIS Previews, Current Contents/Agriculture, Biology & Environmental Sciences, Science Citation Index Expanded, Scopus и The Zoological Record. Согласно Journal Citation Reports, импакт-фактор журнала на 2016 год составляет 0,200.